# Yan (stat)
Yan (燕国; Yānguó) var en feodalstat i Kina under Zhoudynastin och existerade från 1000-talet f.Kr. till år 222 f.Kr..
Kung Wu, som 1045 f.Kr. grundade Zhoudynastin, gav sin bror Hertig Shao (召公) mellesta och norra delen av dagens Hebei (området kring dagens Peking). Där grundade Hertig Shao feodalstat Yan och blev dess första härskare.
Yan's första huvudstad var Yandu (燕都) (vid Dashifloden i Fangshandistriktet ca 43 km sydväst om dagens centrala Peking). Någon gång under Västra Zhoudynastin (1045 f.Kr.–770 f.Kr.) blir Ji (dagens Peking) huvudstad för Yan efter att stadsstaten Ji erövrats. Under Markis Huans regentperiod (697–691 f.Kr.) styrdes Yan från Linyi men 657 f.Kr. blev Ji åter huvudstad. Under tiden för De stridande staterna under ledning av Kung Zhao (r. 311-279 f.Kr.) kompletterades Ji med en "mellersta" och "nedre" huvudstad. Den mellersta huvudstaden Zhongdu låg ca 40 km sydväst om Ji, och den nedre huvudstaden Xiadu låg ca 100 km sydväst om Ji.
År 323 f.kr. valde Kung Yi av Yan att ta sig titeln "kung" (王), vilket även ledarna för flera andra feodalstater gjorde vid den tiden.

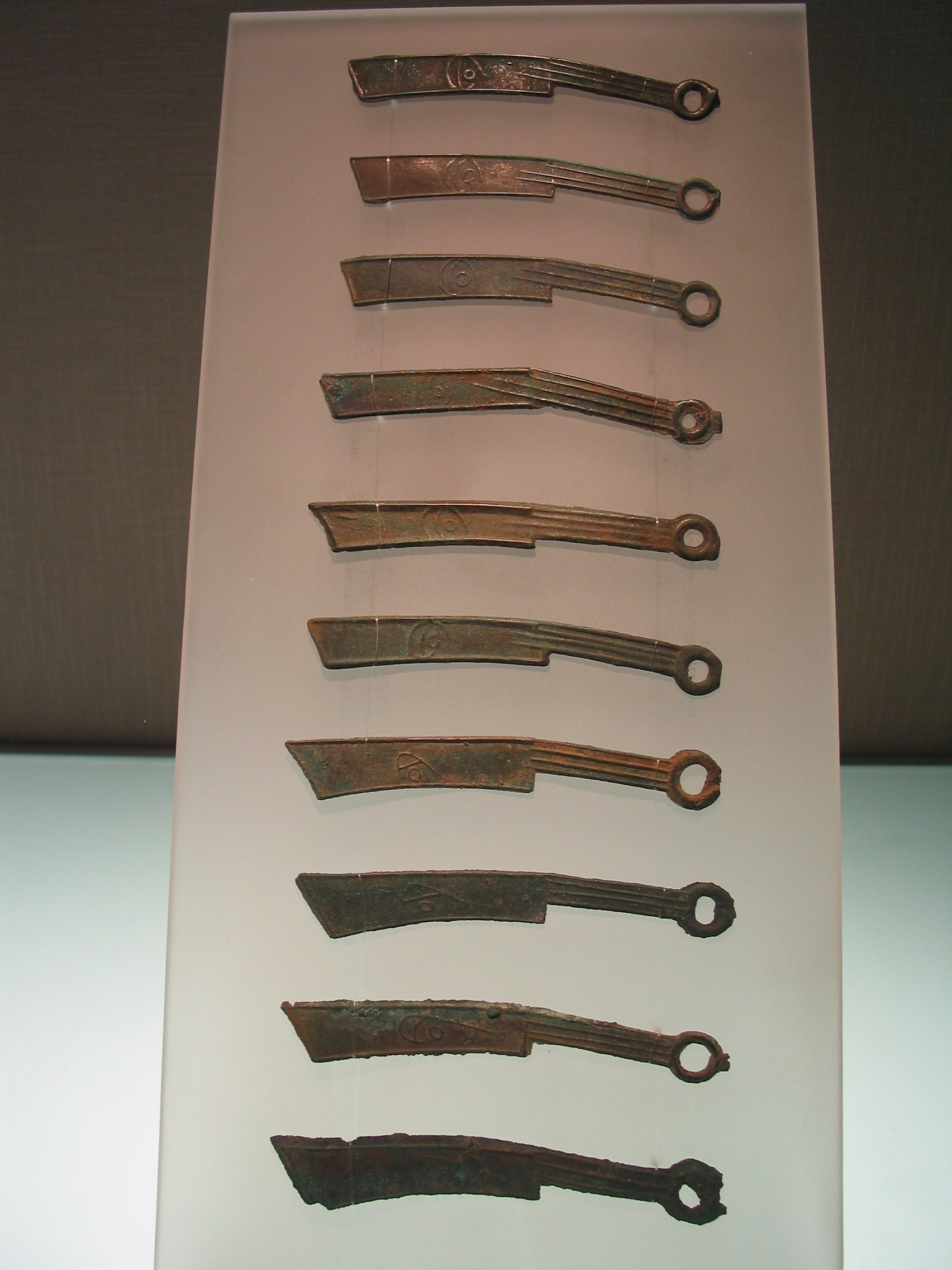
Pengar från Yan utställda på Capital Museum i Peking.

En plats eller ett rike i någon form med namnet Yan existerade redan på Shangdynastin. Orakelbensskrifter från Shangdynastin nämner platsen Yan vid flera tillfällen såsom att adeln från Shangdynastin gifte sig med kvinnor från Yan och det berättas om vita hästar från Yan.

## Kinesiska muren
Runt år 300 f.Kr. eller så sent som 290 f.Kr., under tiden för kung Zhao (r. 311–279 f.Kr.), byggde Yan en öst-västlig försvarsmur längs bergskedjan Yan för att hålla tillbaka nomaderna. Muren börjar i västra Hebeiprovinsen kring Zhangjiakou eller Huailai och passerar ca 150 km nordväst om Peking och fortsätter upp en bit i Inre Mongoliet förbi Chifeng fortsatt in i Liaoningprovinsen förbi Liaodong för att avsluta mot dagens Nordkorea.  Denna mur var en del av grunden till vad som under Qindynastin i slutet på 200-talet f.Kr. skulle bli kinesiska muren.

## Krigsförloppet
Under Hertig Zhuang (r. 690-658 f.Kr.) anföll Yan, tillsammans med rikena Song och Wei Kung Hui, och lyckades landsförvisa kungen. Ett år senare hjälptes kungen tillbaka till tronen av riket Zheng. Samtidigt invaderades Yan av nomader men fick då hjälp av riket Qi, som också krävde att Yan skulle åter underkasta sig Kung Hui.
Efter att Yan försvagats av inre oroligheter och strider med Qi förstärktes landet under Kung Zhao av Yan (r. 311–279) då en mängd nya kompetenta ministrar tillsattes och två huvudstäder etablerades. Under de kommande årtiondena blev Yan betydligt starkare och territoriet expanderades mot nordost.
År 284 f.Kr erövrade Kung Zhao, med hjälp av Qin, Chu, Han, Zhao och Wei riket Qi söder om Yan, men Qi återtog sitt tidigare territorium efter att Kung Zhaos son Kung Hui (r. 278-272 f.Kr.)tagit makten.
Efter att Zhao var försvagat från Slaget vid Changping försökte Yan 251 f.Kr. att erövra landet, men led stora förluster och Zhao anföll och belägrade Yan's huvudstad Ji. År 243 f.Kr. och 236 f.Kr. gör Zhao ytterligare anfall mot Yan och erövrar flera städer.
År 228 f.Kr hade Qin erövrat stora delar av Zhao som var direkt granne till Yan som nu stod på tur för Qins erövringar. Ett försök att stoppa Qin var att 227 f.Kr. skicka Jing Ke 荆轲 med gåvor till Qin's kejsare Qin Shi Huangdi. Med en kniv gömd i en karta skulle Jing Ke mörda kungen av Qin, men försöket misslyckades. År 222 f.Kr erövrade Qi hela Yan's territorium under Qins föreningskrig och  Kung Xi av Yan  tillfångatogs.